# Sportvagns-VM 1955
Sportvagns-VM 1955 vanns av Mercedes-Benz knappt före Ferrari. Säsongen minns mest för den fruktansvärda Le Mans-katastrofen, där föraren Pierre Levegh och 80 åskådare omkom efter en våldsam krasch på start- och målrakan.

## Delsegrare
| Bana         | Vinnare                         | Märke         |
| ------------ | ------------------------------- | ------------- |
| Buenos Aires | Enrique Saenz José-María Ibañez | Ferrari       |
| Sebring      | Mike Hawthorn Phil Walters      | Jaguar        |
| Mille Miglia | Stirling Moss Denis Jenkinson   | Mercedes-Benz |
| Le Mans      | Mike Hawthorn Ivor Bueb         | Jaguar        |
| Dundrod      | Stirling Moss John Fitch        | Mercedes-Benz |
| Targa Florio | Stirling Moss Peter Collins     | Mercedes-Benz |

## Märkes-VM
| Plats | Märke         | Poäng |
| ----- | ------------- | ----- |
| 1     | Mercedes-Benz | 24    |
| 2     | Ferrari       | 22    |
| 3     | Jaguar        | 16    |
| 4     | Maserati      | 13    |
| 5     | Aston Martin  | 9     |
| 6     | Porsche       | 6     |